# Isfahan
Isfahan of Esfahan (Perzisch: اصفهان) is een stad in Iran met 1,8 miljoen inwoners (2011) en is daarmee de op twee na grootste stad van Iran. De stad ligt ongeveer 340 km ten zuiden van Teheran. Het is de hoofdstad van de gelijknamige provincie Isfahan.
De stad ligt in een oase op het hoogland van Iran, aan de noordoever van de Zayandeh.

## Geschiedenis
De stad bestond al in de oudheid en stond toen bekend als Aspadana. In de tijd van de Parthen was het de hoofdstad van de provincie Boven-Perzië van dat rijk.
Tijdens de Babylonische ballingschap werden Joden naar Isfahan verplaatst. Nog steeds woont er een kleine joodse gemeenschap in de stad.
De Arabieren veroverden de stad in het jaar 643. De stad behield een belangrijke functie. De ligging aan de zijderoute maakte dat de stad bekend raakte om haar zijde.
Isfahan werd in de 11e eeuw, ten tijde van de dynastie van de Seltsjoeken, de hoofdstad van Perzië. Toentertijd woonde de beroemde arts en filosoof Avicenna in Isfahan. In de dertiende eeuw veroverden de Mongolen de stad en verwoestten haar grotendeels. In oktober of november 1387 trok de wrede Turks-Mongoolse krijgsheer Timoer Lenk naar Isfahan. Uit angst gaf de gouverneur van de stad zich onmiddellijk over. 's Nachts kwam de bevolking echter in opstand waarop Timoers soldaten reageerden door het uitmoorden van de 70.000 inwoners en het verwoesten van de stad.
Onder de Safaviden werd Isfahan in 1598 echter opnieuw de hoofdstad van Perzië. De stad kwam tot bloei onder sjah Abbas I de Grote. In deze periode werden de belangrijkste bouwwerken gebouwd, zoals het plein van de Emam. De stad had toen ongeveer 1 miljoen inwoners. Abbas I verplaatste veel groepen handelaars naar zijn nieuwe hoofdstad, waaronder ook veel Armeniërs en Joden die vrijelijk hun godsdienst mochten belijden. De Perzen noemden het toen zelf 'Nesf-e-Jahan', 'de halve wereld', waarmee ze bedoelden dat als je het gezien had, je de halve wereld gezien had. De Nederlandse VOC had van 1623, toen de koopman Huibert Visnich er voor het eerst arriveerde, tot 1747 een handelspost in Isfahan.
Deze bloeiperiode duurde totdat de Afghanen de stad in 1722 veroverden en de stad grotendeels verwoestten. Shiraz werd hierop de hoofdstad van Perzië. In 1729 werden de Afghanen weliswaar verdreven, maar de stad kreeg nooit meer zijn oude status. Mashhad, Shiraz en later Teheran werden hierna de hoofdsteden van Iran.

## Gebouwen

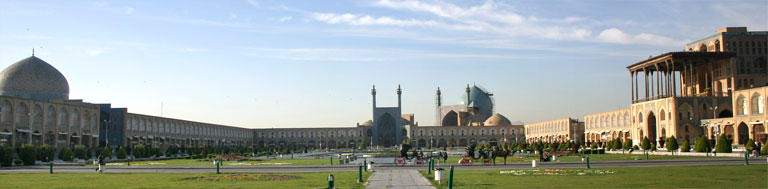
Plein van de Emam in Isfahan

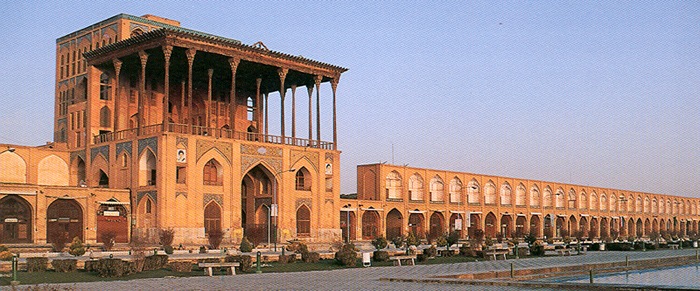
Ali Qapupaleis

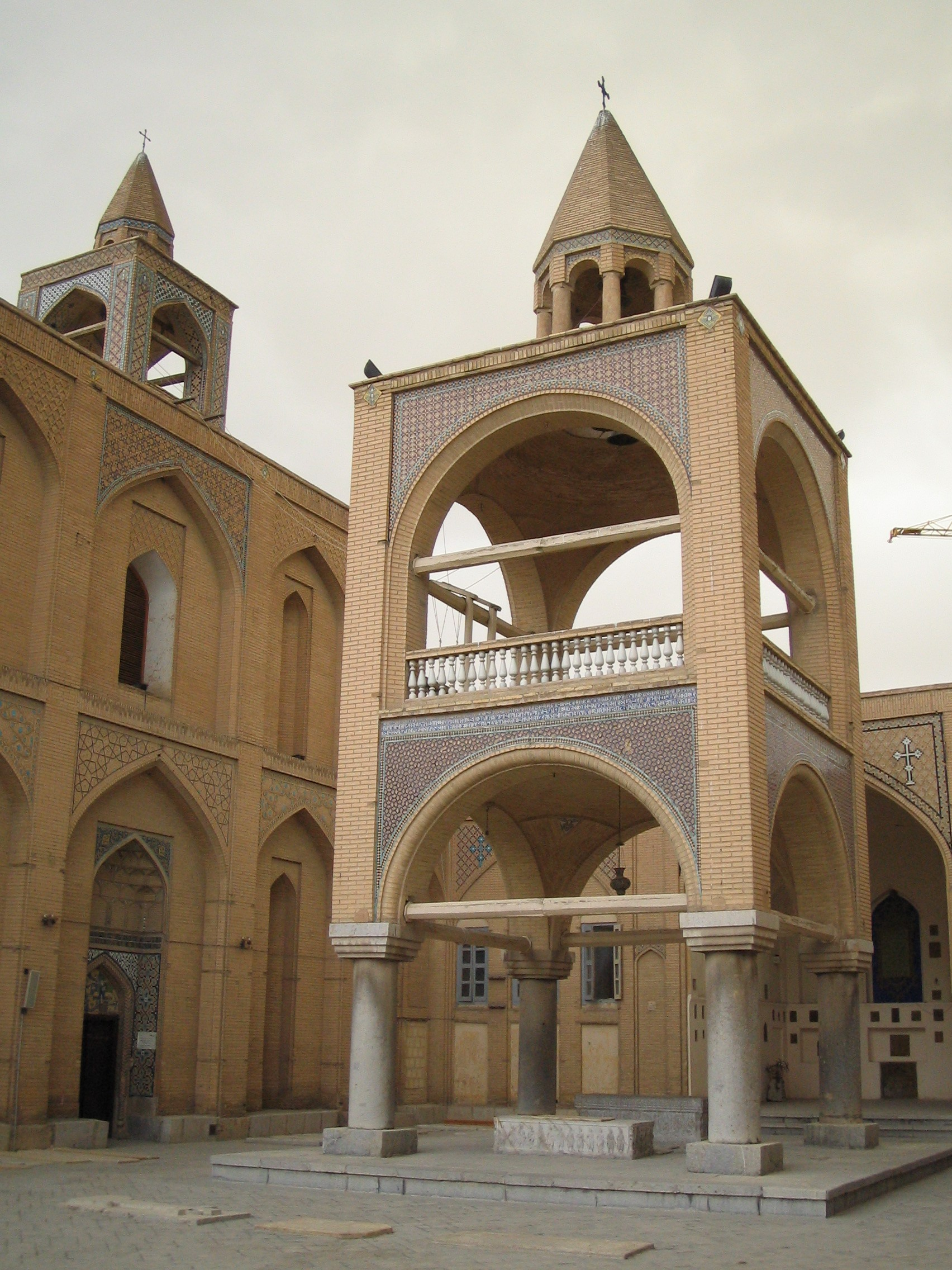
Vank kathedraal

Plein van de Emam of het "Imam Plein" is het centrale plein van Isfahan. Het is een van de grootste pleinen ter wereld.
Aan dit plein liggen twee beroemde moskeeën: de Masjid-i-Sjah, die met kleurrijke tegels bekleed is, en de Masjid-i-Sjeik-Lutfullah, een moskee met een beroemde blauwe koepel. Ook ligt aan dit plein het Ali Qapupaleis. Door de UNESCO Commissie voor het Werelderfgoed werd het plein Meidan Emam en de omliggende gebouwen tot Werelderfgoed verklaard in 1979.
Andere bezienswaardigheden in Isfahan zijn:
- de Sjah Hoessein-madrassa, een madrassa of islamitische school die in 1710 voor derwishen gebouwd is
- Chehel Sotoun, een paleis gebouwd in dezelfde stijl als het paleis Ali Qapu
- de bewegende torens, een mausoleum met twee bewegende minaretten
- de Jamemoskee, een moskee gebouwd gedurende vijf eeuwen, die daardoor een prachtig overzicht geeft van de islamitische bouwkunst. Ook deze moskee werd toegevoegd aan de werelderfgoedlijst tijdens de 36e sessie van de Commissie voor het Werelderfgoed in 2012.
- de verschillende bruggen over de rivier de Zaindeh, waar een groot deel van het sociale leven in Isfahan zich afspeelt. De bekendste daarvan is de Si-o-se Pol.
- een oude vuurtempel van het zoroastrisme
- de Bazaar van Isfahan
- Sjeik Lutfallahmoskee
- Het herenhuis Hasjt Behesjt, dat als enige van in totaal veertig Safawidische herenhuizen resteert.

Daarnaast is de Armeense wijk Nieuw Culfa bekend. Sjah Abbas I verplaatste zo'n 3000 Armeniërs naar Isfahan om de handel te bevorderen. Zij waren vrij om hun religie te belijden en bouwden onder andere de Vank, een Armeense kathedraal. De kerk is van binnen volledig beschilderd met christelijke kunst in de stijl van de renaissance.

## Economie
De stad is vanouds een handelsstad. In de stad is veel textielindustrie, waaronder ook zijde en Perzische tapijten.
In de omgeving van de stad vindt veel landbouw plaats, waaronder katoen, graan en tabak.

### Transport
De stad heeft zowel spoor- als wegverbindingen met de rest van Iran. De stad heeft een internationale luchthaven en sinds 2015 beschikt de stad over een metro-netwerk.

### Universiteiten
Naast religieuze opleidingen heeft Isfahan 13 universiteiten.

### Kerncentrale
Net buiten Isfahan bevindt zich een kerncentrale. Iran beweert dat deze centrale nodig is voor de elektriciteitsvoorziening. Sommige westerse landen verdenken Iran ervan met behulp van de centrale plutonium te willen produceren voor kernwapens.
Bij Isfahan bevindt zich ook een nucleair onderzoekscentrum. In juni 2025 heeft de Israëlische luchtmacht dit gebombardeerd met Operatie Rijzende Leeuw en in de nacht van 21 op 22 juni 2025 heeft een kernonderzeeër van de Ohioklasse van de United States Navy de site bestookt met Tomahawk-kruisvluchtwapens.

## Partnersteden
- Caïro (Egypte)
- Jerevan (Armenië)
- Florence (Italië)
- Freiburg (Duitsland)
- Iaşi (Roemenië)
- Istanboel (Turkije)
- Kuala Lumpur (Maleisië)
- Sint-Petersburg (Rusland), sinds 1999

## Trivia
- De stad Isfahan heeft een aantal Nederlandse schrijvers en dichters in hun werken geïnspireerd.
  - De stad komt als "Ispahaan" voor in het bekende gedicht De tuinman en de dood van Pieter Nicolaas van Eyck.
  - Tommy Wieringa schreef een boek met reisverslagen, getiteld Ik was nooit in Isfahaan.
  - Cees Nooteboom schreef Een avond in Isfahan waarin hij vertelt over zijn reizen door (onder meer) Iran en Isfahan.
  - Ook komt de stad voor in de novelle De kraai, het boekenweekgeschenk van 2011, van Kader Abdolah, alsmede in Abdolahs roman Spijkerschrift.
  - Paul van Hooff beschrijft in zijn boek Van hier tot Tokio hoe hij Isfahan bezoekt op zijn oude Moto Guzzi.
- Het bordspel Yspahan is gebaseerd op Isfahan in 1598: de spelers zijn kooplieden die handelen met Yspahan met het doel voordeel te halen uit de komst van de vertegenwoordiger van de sjah. Zij scoren punten voor het leveren van goederen aan de juiste winkels, door goederen met de karavaan mee te sturen en door het oprichten van gebouwen.

## Geboren
- Soraya Esfandiary Bakhtiari (1932-2001), koningin van Perzië/Iran
- Toomaj Salehi (1990), rapper-songwriter
- Farid Sheek (1994), componist en percussionist

## Fotogalerij

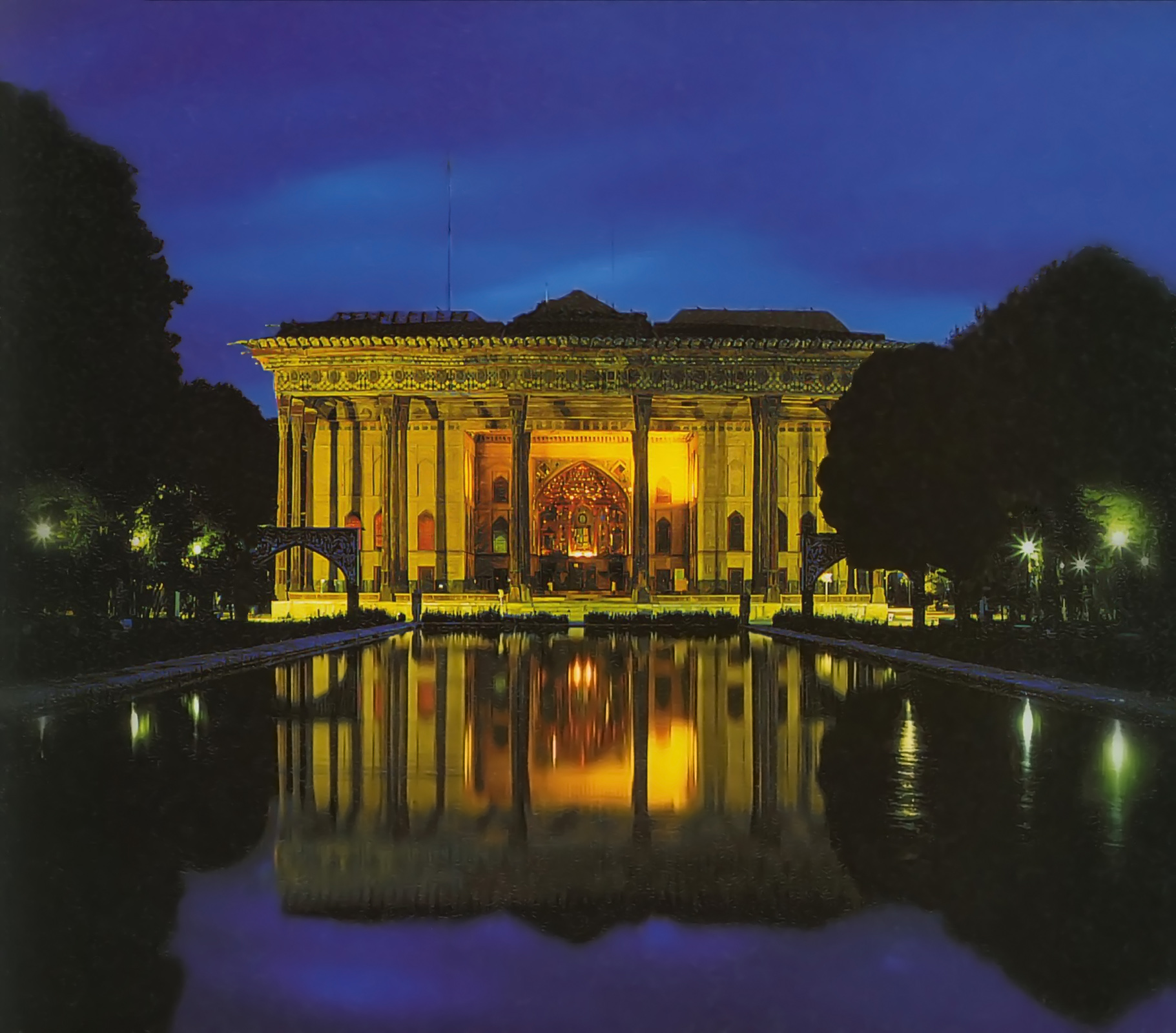
Chehel Sotoon-paleis
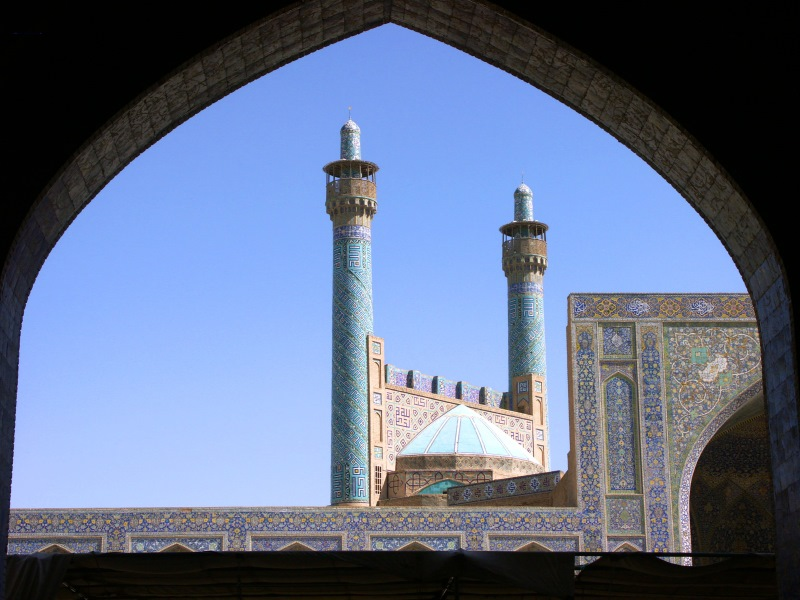
Moskee van de sjah
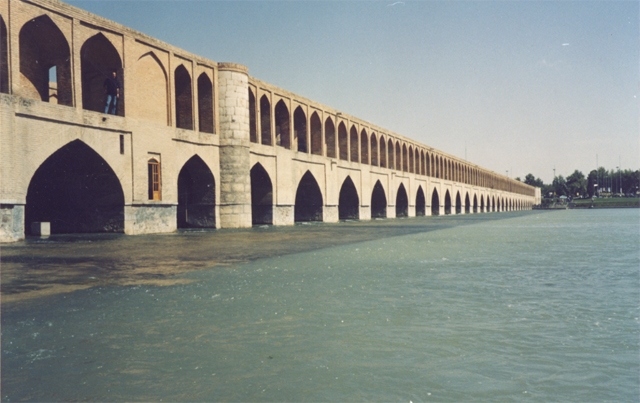
Brug Si-o-se Pol in Isfahan
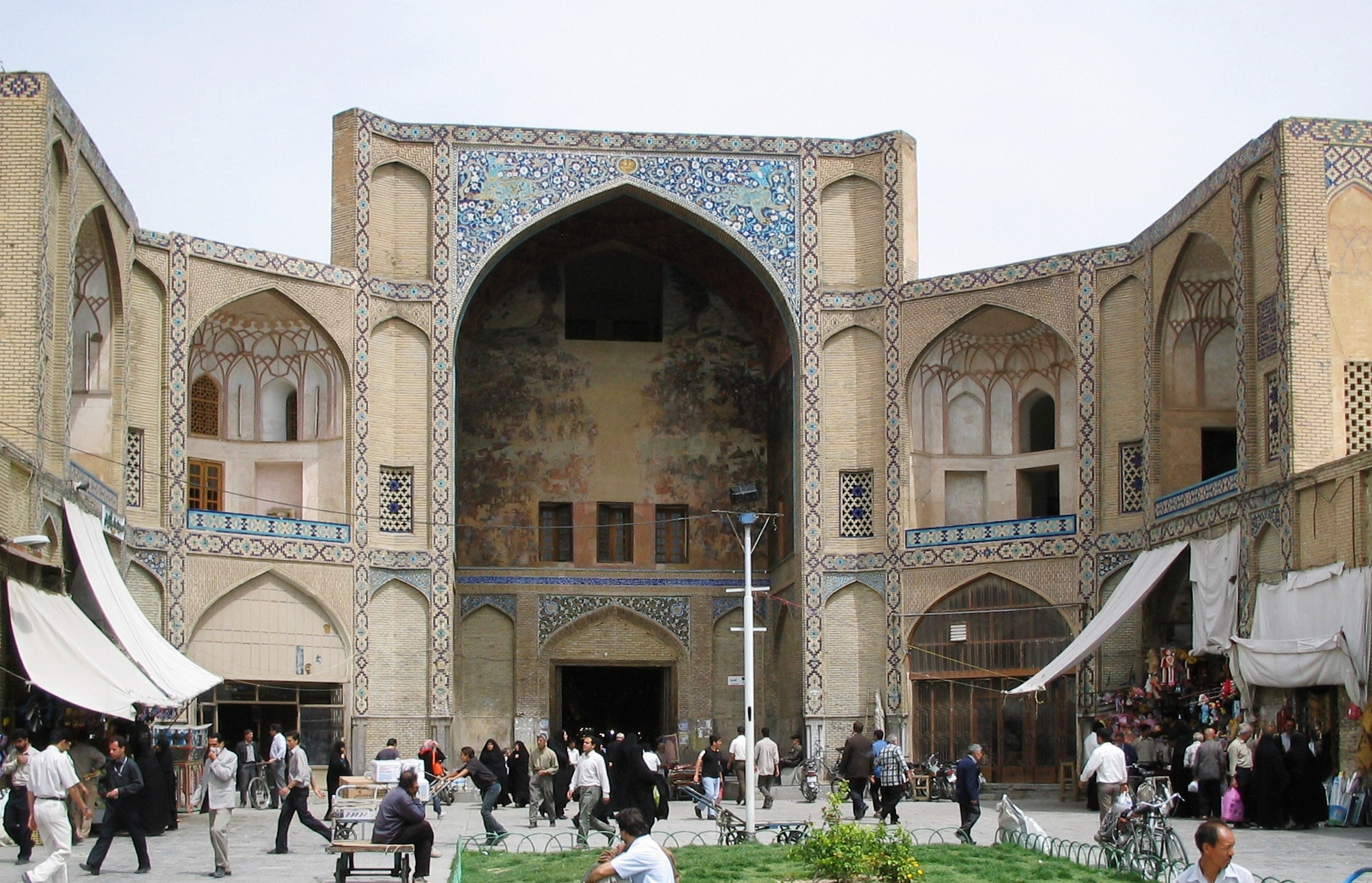
Bazaar van Isfahan